# 이형범
이형범(李炯泛, 1994년 2월 27일 ~ )은 KBO 리그 KIA 타이거즈의 투수이다.

## 아마추어 시절
2011년 고교야구 주말 리그에서 화순고등학교의 전라 리그 1위 등극에 크게 기여했다. 또 2011년 제 66회 청룡기 전국고교야구 선수권대회 16강전에서 구원 등판해 팀을 8강으로 이끌었다. 하지만 화순고등학교는 8강에서 충암고등학교에 1점차로 패하며 탈락했다. 이 해의 활약으로 2012년 신인 드래프트를 통해 특별 지명(전체 지명 23위)됐다.

## NC 다이노스시절
2012년에 입단하였다. 1년 동안 2군에서 활동했다. 2013년 4월 21일 넥센전에서 구원 등판하며 데뷔 첫 경기를 치렀고, 경기에서 1.2이닝 2피안타, 2실점을 기록했다.

## 경찰 야구단시절
2013년 12월 26일에 당시 같은 팀이었던 강진성, 장현식과 함께 입대하였다.
2014년에 30경기에 등판해 87.2이닝 평균자책점 4, 9승 1패, 2홀드, 49탈삼진을 기록하며 박세웅과 함께 북부 리그 다승왕이 됐다.

## NC 다이노스복귀
2015년에 복귀하였다.

## 두산 베어스시절
2019년에 FA를 통해 NC 다이노스로 이적한 양의지의 보상 선수로 지명돼 이적하였다. 2019년에 6승 3패, 19세이브, 2점대 평균자책점을 기록했다. 2020년 초반에 부진하며 마무리에서 이탈했고, 1승 2패, 1세이브, 1홀드, 7점대 평균자책점을 기록했다.

## KIA 타이거즈시절
2024년 KBO 리그 2차 드래프트를 통해 이적하였다.

## 출신 학교
- 화순초등학교
- 화순중학교
- 화순고등학교

## 통산 기록
| 연도 | 팀명  | 평균자책점 | 경기 | 완투 | 완봉 | 승 | 패 | 세 | 홀 | 승률  | 타자 | 이닝 | 피안타 | 피홈런 | 볼넷 | 사구 | 탈삼진 | 실점 | 자책점 |
| ---- | ----- | ---------- | ---- | ---- | ---- | -- | -- | -- | -- | ----- | ---- | ---- | ------ | ------ | ---- | ---- | ------ | ---- | ------ |
| 2013 | NC    | 7.71       | 2    | 0    | 0    | 0  | 0  | 0  | 0  | -     | 22   | 4⅔   | 8      | 1      | 3    | 0    | 2      | 4    | 4      |
| 2017 | NC    | 3.07       | 14   | 0    | 0    | 1  | 2  | 0  | 0  | 0.333 | 126  | 29⅓  | 26     | 2      | 13   | 5    | 14     | 12   | 10     |
| 2018 | NC    | 5.17       | 23   | 0    | 0    | 1  | 1  | 0  | 0  | 0.500 | 238  | 54   | 62     | 5      | 24   | 1    | 22     | 36   | 31     |
| 2019 | 두산  | 2.66       | 67   | 0    | 0    | 6  | 3  | 19 | 10 | 0.667 | 258  | 61   | 57     | 4      | 19   | 9    | 31     | 25   | 18     |
| 2020 | 두산  | 7.71       | 27   | 0    | 0    | 1  | 2  | 1  | 1  | 0.333 | 122  | 25⅔  | 30     | 5      | 16   | 2    | 13     | 22   | 22     |
| 2021 | 두산  | 0.00       | 4    | 0    | 0    | 0  | 0  | 0  | 0  | -     | 16   | 2⅔   | 2      | 0      | 5    | 1    | 2      | 2    | 0      |
| 2022 | 두산  | 4.35       | 31   | 0    | 0    | 0  | 1  | 0  | 0  | 0.000 | 142  | 31   | 34     | 1      | 11   | 4    | 17     | 17   | 15     |
| 2023 | 두산  | 6.51       | 23   | 0    | 0    | 1  | 0  | 0  | 1  | 1.000 | 134  | 27⅔  | 40     | 2      | 12   | 3    | 13     | 23   | 20     |
| 통산 | 8시즌 | 4.58       | 191  | 0    | 0    | 10 | 9  | 20 | 12 | 0.526 | 1058 | 236  | 259    | 20     | 103  | 25   | 114    | 141  | 120    |